# 3768 Монро
3768 Монро (енгл. 3768 Monroe) је астероид главног астероидног појаса чија средња удаљеност од Сунца износи 3,095 астрономских јединица (АЈ).
Апсолутна магнитуда астероида је 11,3.